# Hyposmocoma opuumaloo
Hyposmocoma opuumaloo là một loài bướm đêm thuộc họ Cosmopterigidae. Đây là loài đặc hữu của đảo Necker thuộc quần đảo Tây Bắc Hawaii. Loài này sống tại đồi Flagpole (Flagpole Hill) trên đảo.
Hyposmocoma opuumaloo có sải cánh dài 8,9–9,1 mm.